# Estigmene nigricans
Estigmene nigricans là một loài bướm đêm thuộc phân họ Arctiinae, họ Erebidae.